# Nghệ thuật ánh sáng

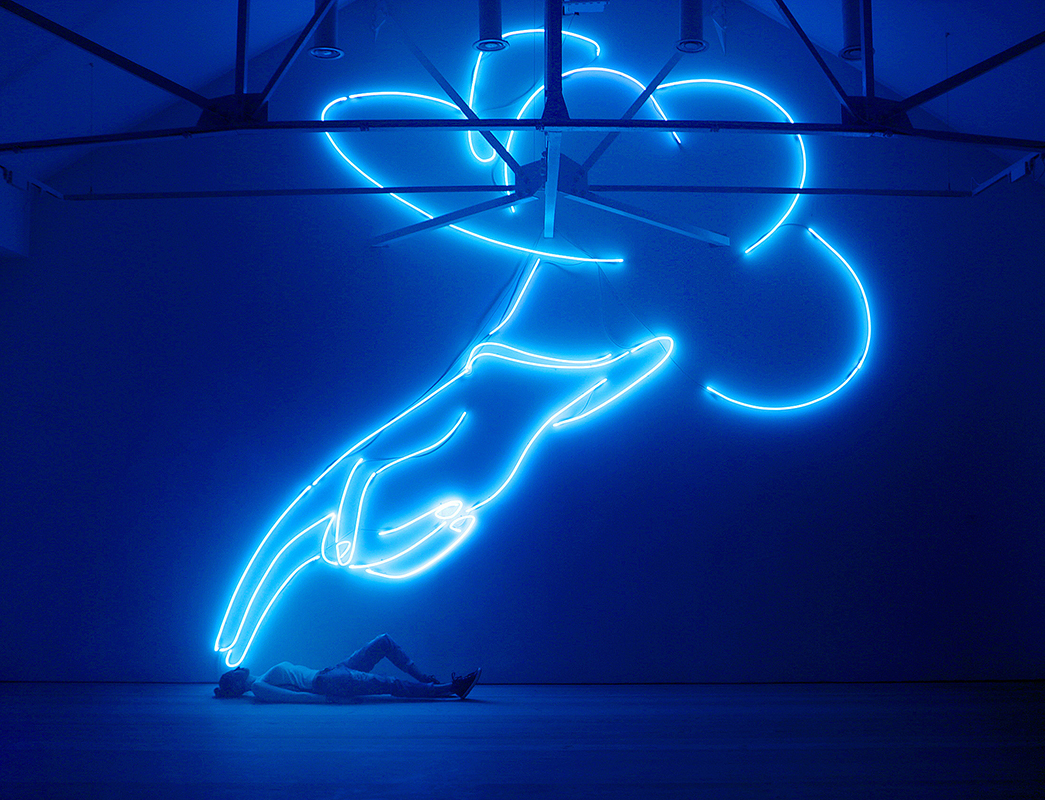
Bàn tay phước lành của Stepan Ryabchenko tại Saatchi Gallery ở London, mô tả bàn tay của Chúa

Nghệ thuật ánh sáng là một loại hình nghệ thuật thị giác sử dụng ánh sáng làm phương tiện chính để sáng tạo. Thuật ngữ này có nhiều cách sử dụng khác nhau, nhưng có thể hiểu đơn giản là nghệ thuật tạo ra hình ảnh, hiệu ứng hoặc không gian bằng ánh sáng.
Trong lịch sử, nghệ thuật ánh sáng chỉ sử dụng ánh sáng nhân tạo trong các tác phẩm nghệ thuật. Điều này dẫn đến một tình huống nghịch lý: các thiết bị tạo ra môi trường ánh sáng không phải là tác phẩm nghệ thuật, mà chính cách chúng điều chỉnh môi trường của mình mới là tác phẩm nghệ thuật. Nói cách khác, tác phẩm nghệ thuật ánh sáng không phải là chính ánh sáng, mà là cách chúng ta trải nghiệm ánh sáng trong một không gian nhất định.

Theo nghĩa rộng, Gerhard Auer đã phát biểu vào năm 2004: 
"Một thuật ngữ chưa được chứng nhận: Nghệ thuật ánh sáng đã tự nhiên hóa bản thân gần đây, mà không phù hợp với một thuật ngữ của thể loại, cũng như phong cách: trong nhiều mối quan hệ cộng sinh, ánh sáng đóng quá nhiều vai trò và ánh sáng nhân tạo chỉ làm cho bản thân trở thành nguồn cảm hứng thay vì đặt tên cho nó trong vô số chủ nghĩa đang dựa vào nó."

 Bất kỳ tác phẩm nghệ thuật nào có chứa thứ gì đó phát ra ánh sáng đều có thể được coi là một tác phẩm nghệ thuật ánh sáng.

## Các thuật ngữ
Thuật ngữ gần nhất có thể là Lumino kinetic art (nghệ thuật kinetic ánh sáng) như một thuật ngữ tổng hợp trong tiếng Anh, được sử dụng từ những năm 1960. Nghệ thuật ánh sáng là một thuật ngữ khá mới, được dịch từ Lichtkunst của tiếng Hà Lan hoặc tiếng Đức. Những người tiên phong của nghệ thuật ánh sáng, vì dành trọn tâm huyết cho nó, đã cảm thấy cần phải đặt cho nó những cái tên nhất định để phân biệt nghệ thuật của họ với các thể loại nghệ thuật khác như hội họa, điêu khắc hoặc nhiếp ảnh. Ngay cả khi gọi nghệ thuật ánh sáng là "nghệ thuật thứ tám", Thomas Wilfred đã đặt tên cho các tác phẩm của mình là Lumia từ năm 1919. László Moholy-Nagy, trong nhiều bài viết của mình từ những năm 1920, đã liên tục công bố về "kiến trúc ánh sáng" hoặc "trò chơi ánh sáng". Ngay trước khi lumino-kinetics trở nên phổ biến, Nicholas Schöffer đã dán nhãn các tác phẩm của riêng mình lần đầu tiên là "động lực không gian" sau đó là "động lực ánh sáng" (luminodynamisme), từ năm 1957 đến khi kết thúc trong giai đoạn "động lực thời gian" của mình. Frank Malina đã đặt tên cho các tác phẩm nghệ thuật của mình được phát triển từ năm 1956 là "hệ thống lumidyne".

## Lịch sử

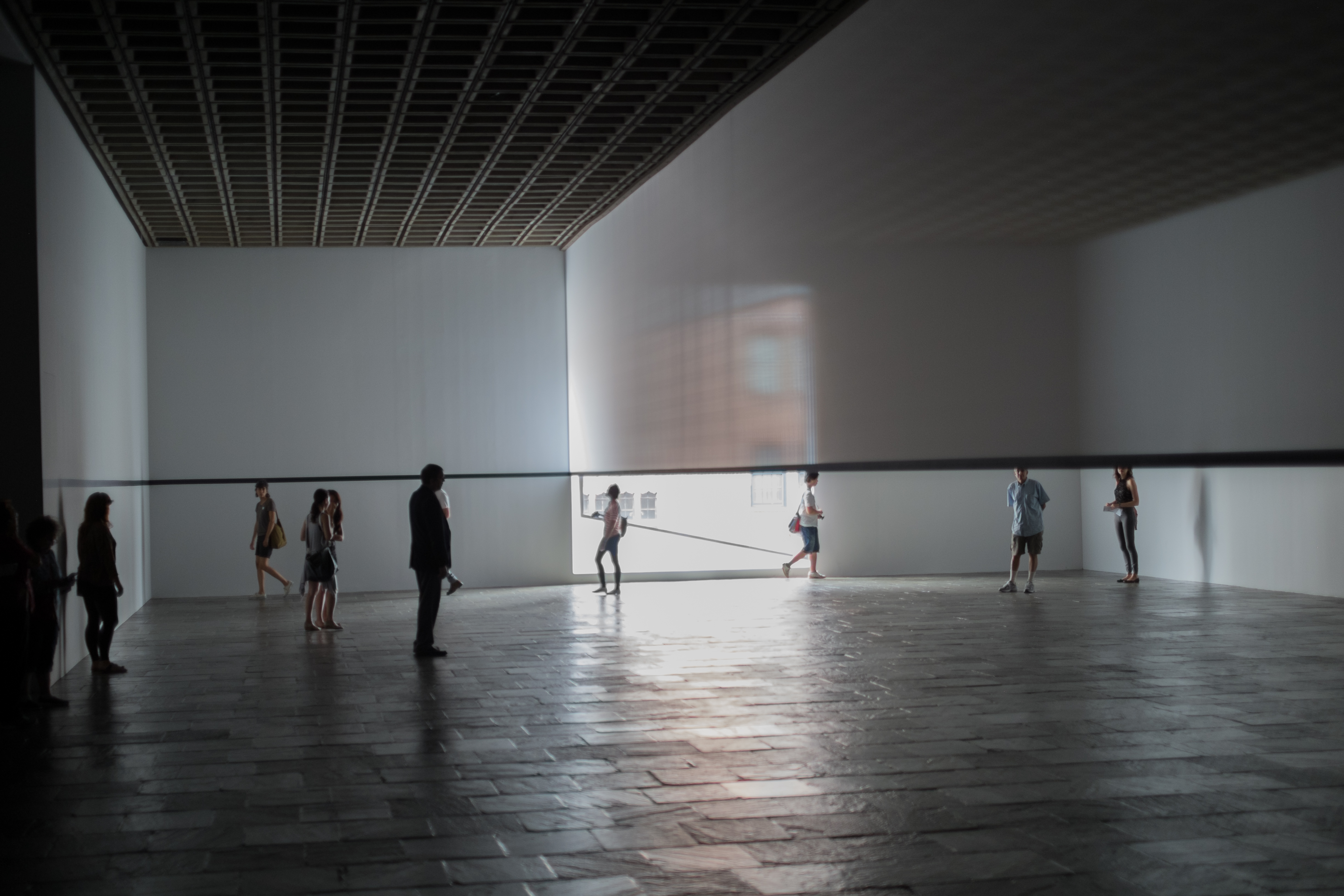
Tấm rèm mành - Hình chữ nhật đen - Ánh sáng tự nhiên, Bảo tàng Mỹ thuật Whitney

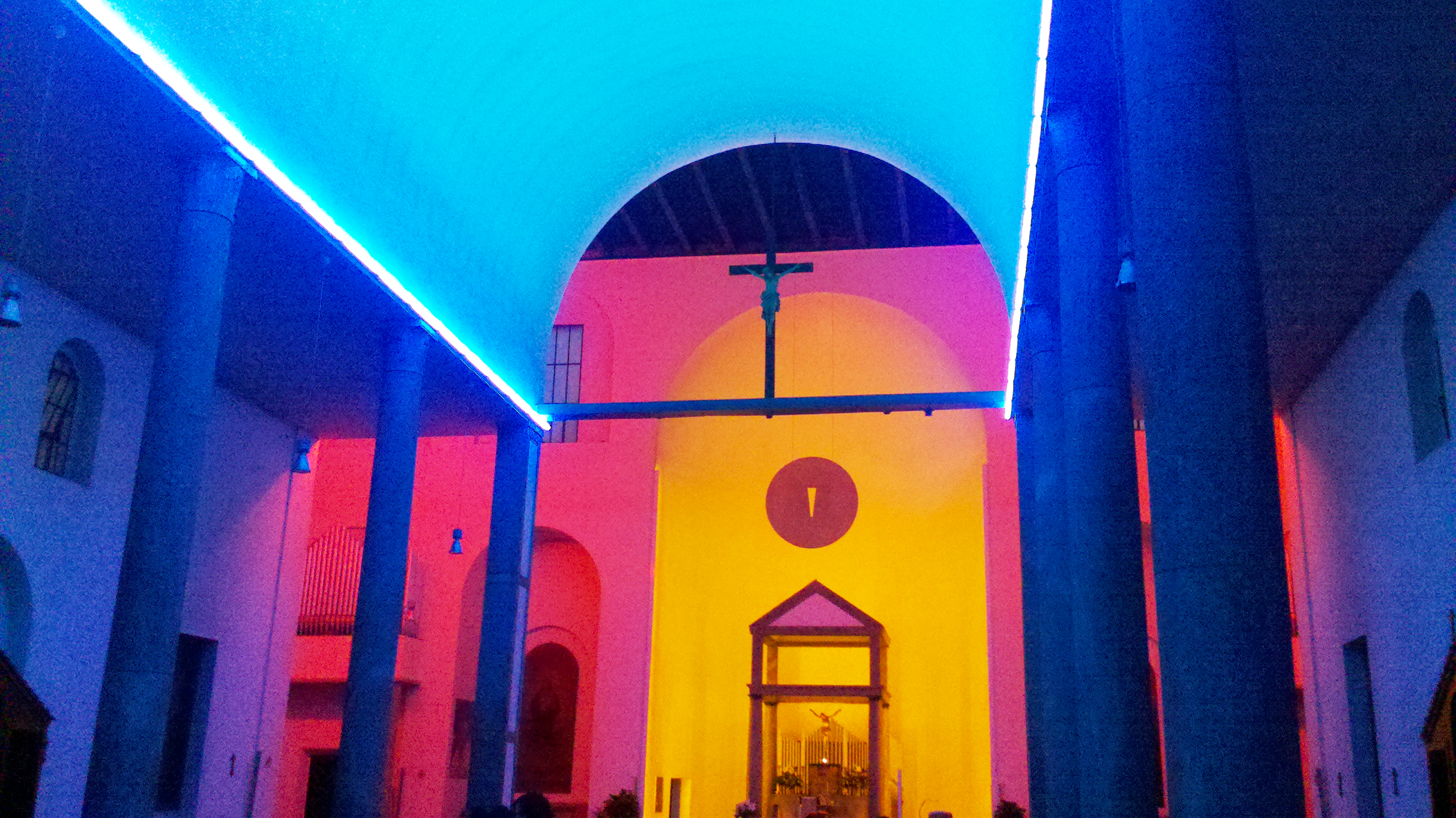
Bên trong Santa Maria Annunciata ở Chiesa Rossa. Milano, Ý.

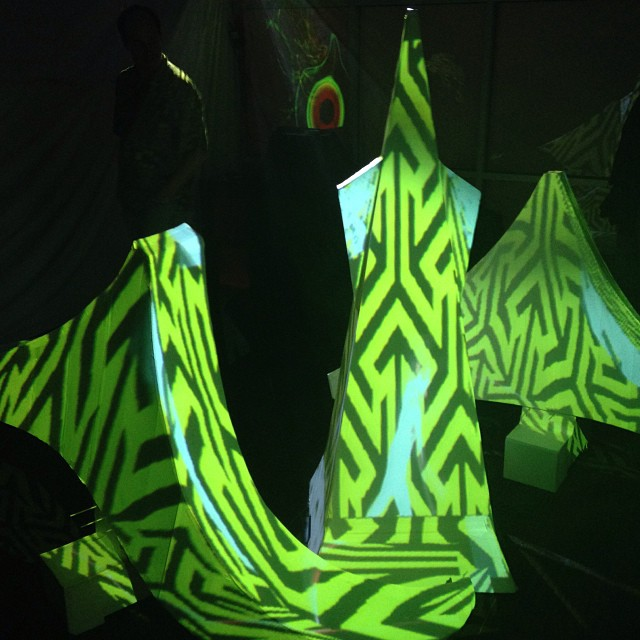
Bản đồ chiếu (San Francisco)

Những ví dụ đầu tiên của nghệ thuật ánh sáng hiện đại xuất hiện sau khi phát minh ra ánh sáng điện vào cuối thế kỷ 19. Tuy nhiên, nghệ thuật ánh sáng không trở thành một loại hình nghệ thuật chuyên biệt cho đến cuối thế kỷ 20, phần lớn là nhờ công trình tiên phong của Robert Irwin và James Turrell.
Năm 1969, Robert Irwin và James Turrell bắt đầu thực hiện một chương trình thí nghiệm tại Bảo tàng Nghệ thuật Los Angeles County. Các tác phẩm của họ sử dụng ánh sáng và không gian để tạo ra những trải nghiệm trực quan độc đáo.

### Nghệ thuật Ánh sáng hiện đại, Chủ nghĩa Quyết định và Trường Bauhaus (1920–1935)
Ánh sáng đã được sử dụng để tạo hiệu ứng kiến trúc trong suốt lịch sử loài người. Tuy nhiên, khái niệm nghệ thuật ánh sáng hiện đại đã xuất hiện cùng với sự phát triển của các nguồn sáng điện nhân tạo và các thử nghiệm của các nghệ sĩ hiện đại thuộc các phong trào Chủ nghĩa Quyết định và Trường Bauhaus. "Prounenraum (Proun Room) (1923), của El Lissitzky, được nhiều nhà sử học nghệ thuật coi là lần đầu tiên một nghệ sĩ kết hợp các yếu tố ánh sáng kiến trúc như một thành phần không thể tách rời trong tác phẩm của mình." Tác phẩm điêu khắc ánh sáng dựa trên vật thể đầu tiên là Light-Space Modulator (1922–1930), của László Moholy-Nagy. Các thử nghiệm và đổi mới trong ánh sáng sân khấu thường ảnh hưởng đến các lĩnh vực sử dụng ánh sáng khác như nghệ thuật ánh sáng. Sự phát triển của Chủ nghĩa hiện đại và ánh sáng điện đi đôi với nhau; ý tưởng về thành phố hiện đại với những tòa nhà cao tầng và ánh sáng điện là biểu tượng của sự phát triển này.
Tất cả các loại hình nghệ thuật thị giác đều sử dụng ánh sáng dưới một hình thức nào đó, nhưng trong nhiếp ảnh và điện ảnh hiện đại, việc sử dụng ánh sáng đặc biệt quan trọng. Tuy nhiên, với phát minh ra ánh sáng nhân tạo điện, khả năng đã được mở rộng và nhiều nghệ sĩ bắt đầu sử dụng ánh sáng như hình thức biểu đạt chính, thay vì chỉ là phương tiện cho các loại hình nghệ thuật khác.
Nhà xây dựng Naum Gabo đã thử nghiệm với vật liệu trong suốt mà ánh sáng phản chiếu trên một vật thể; Linear Construction No. 1 (1943) của ông là một ví dụ về điều này. Hat Rack (1916 và 1964) của Marcel Duchamp treo trên trần nhà và tạo bóng trên tường.
Các màn trình diễn ánh sáng quy mô lớn cần sự cho phép và giám sát của chính quyền. Một ví dụ điển hình là việc Albert Speer sử dụng đèn pha của Không quân Đức để tạo ra Nhà thờ Ánh sáng, một phần quan trọng của các cuộc mít tinh của Đảng Quốc xã ở Nuremberg từ năm 1934 đến năm 1938.
Nhà phê bình nghệ thuật Hilarie M. Sheets cho biết, sự đối lập giữa bóng tối và ánh sáng đã là một chủ đề xuyên suốt trong nghệ thuật, từ điêu khắc Hy Lạp và La Mã đến hội họa thời Phục hưng và phim thực nghiệm. Khi công nghệ phát triển, các nghệ sĩ đã bắt đầu sử dụng ánh sáng thực tế như một chất liệu và chủ thể trong tác phẩm của họ.

### Graffiti kỹ thuật số
Graffiti kỹ thuật số là một loại hình nghệ thuật ánh sáng, bao gồm các kỹ thuật sau: chiếu sáng lên các tòa nhà để tạo ra các hình ảnh và ký hiệu trên bề mặt của chúng, sắp xếp các cửa sổ được chiếu sáng trong các tòa nhà để tạo ra các hiệu ứng hình ảnh đặc biệt, vẽ bằng đèn cầm tay lên phim bằng cách sử dụng phơi sáng lâu để tạo ra các hình ảnh động.

### Cài đặt nghệ thuật ánh sáng
Các nghệ sĩ Mel và Dorothy Tanner là một ví dụ về cài đặt nghệ thuật ánh sáng. Họ bắt đầu thêm ánh sáng vào các bức tranh và tác phẩm điêu khắc của mình vào năm 1967 tại studio ở Miami, Florida. Đây là thời kỳ cùng với các nghệ sĩ Ánh sáng và Không gian James Turrell và Robert Irwin ở Los Angeles. Hai vợ chồng Tanner làm việc cùng nhau hơn 40 năm cho đến khi Mel Tanner qua đời vào năm 1993. Dự án chính của họ là Lumonics, một tổng thể nghệ thuật bao gồm các tác phẩm điêu khắc ánh sáng, chiếu sáng trực tiếp, video, điện tử và âm nhạc. Tác giả và nhà sử học nghệ thuật Michael Betancourt đã mô tả Lumonics là một tổng thể nghệ thuật (Gesamtkunstwerk). Dorothy Tanner, sinh năm 1923, tiếp tục sáng tác nghệ thuật ánh sáng từ studio ở Denver và đồng điều hành Trường Nghệ thuật Ánh sáng Lumonics với Marc Billard.

## Hiển thị

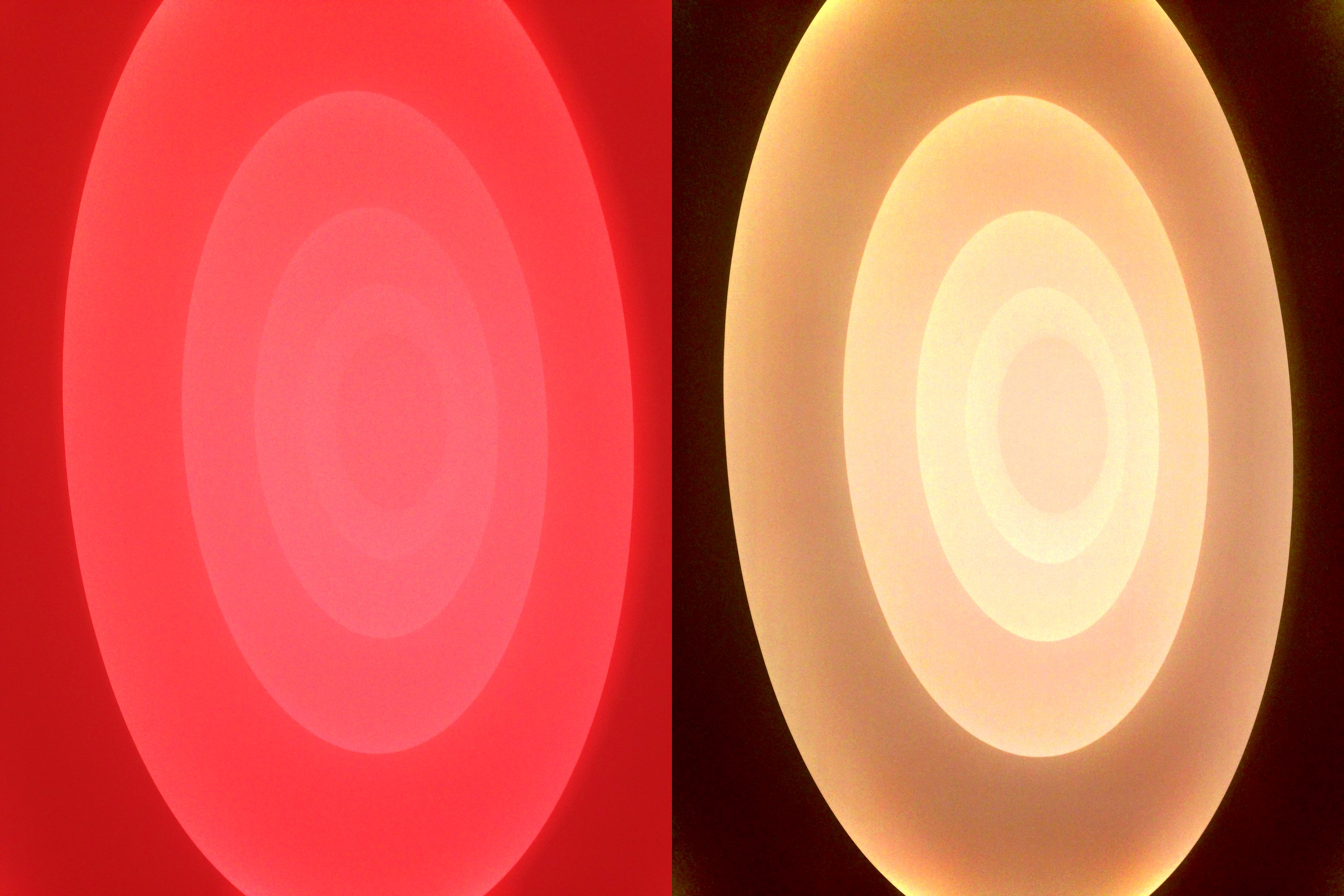
Hai bức ảnh chụp từ hai phía của Bảo tàng Guggenheim ở New York, nhìn lên trần nhà ở trung tâm, trong triển lãm ánh sáng Aten Reign của James Turrell.

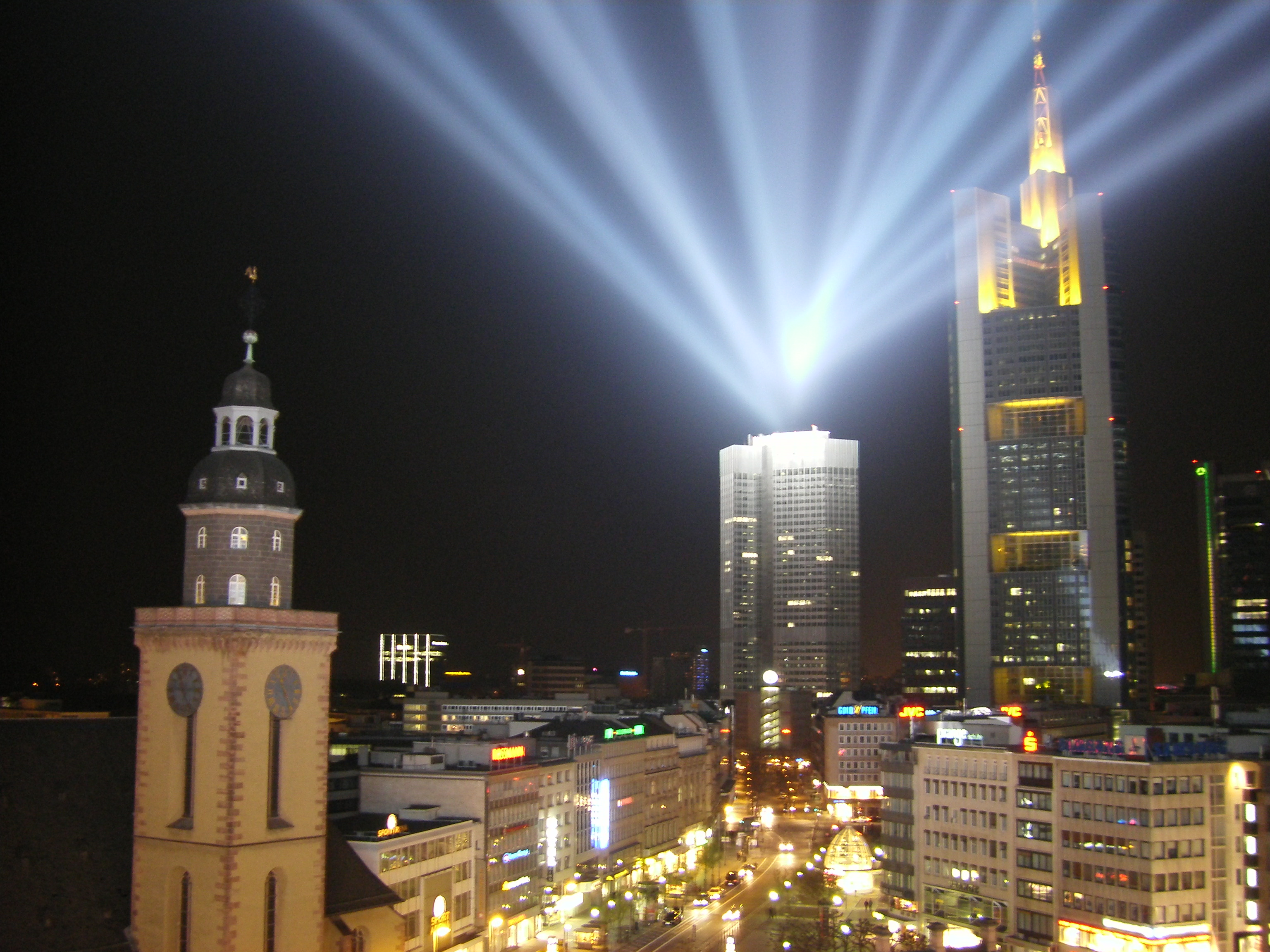
Cài đặt ánh sáng Luminale 2008 là một sự kiện nghệ thuật ánh sáng thường niên được tổ chức tại Frankfurt, Đức

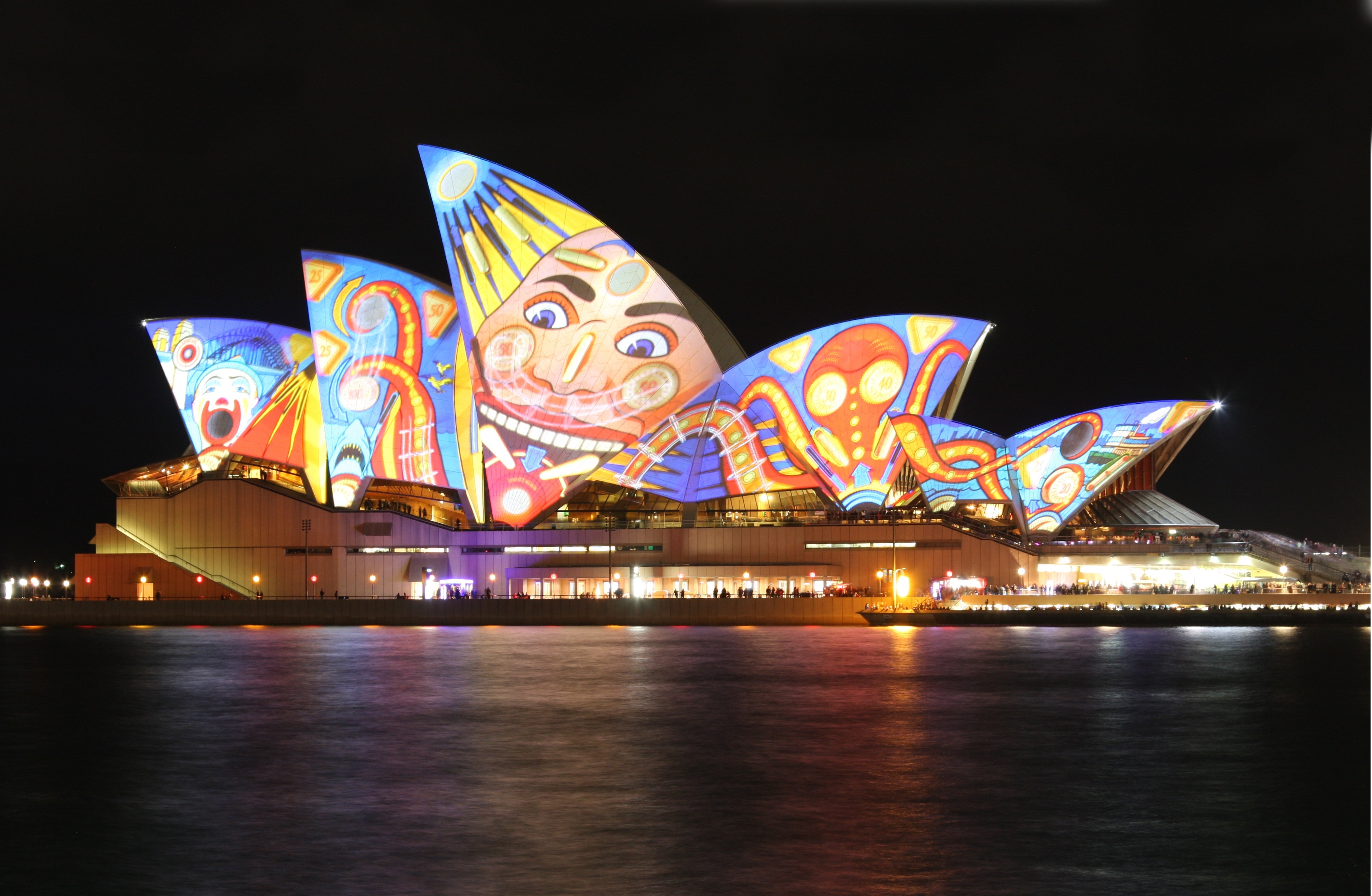
Nhà hát Opera Sydney trong Vivid Sydney (2013).

### Bảo tàng
Nhiều bảo tàng nghệ thuật hiện đại bao gồm các tác phẩm điêu khắc ánh sáng và cài đặt trong các bộ sưu tập thường trực và tạm thời của họ. Trung tâm Nghệ thuật Ánh sáng Quốc tế ở Unna, Đức là bảo tàng duy nhất trên thế giới chuyên về nghệ thuật ánh sáng.
Bảo tàng Nghệ thuật Ánh sáng ở Eindhoven, Hà Lan, một bảo tàng khác dành riêng cho việc trưng bày nghệ thuật ánh sáng, đã đóng cửa vào ngày 5 tháng 12 năm 2010 do thiếu kinh phí. Tuy nhiên, tại khu phức hợp Strijp-S, người ta vẫn có thể chiêm ngưỡng hai tác phẩm nghệ thuật ánh sáng nổi tiếng là ngọn đuốc Fakkel của Har Hollands và Tinh thể của Daan Roosegaarde. Ngoài ra, khu phức hợp này cũng là một địa điểm tổ chức lễ hội ánh sáng GLOW, nơi có nhiều tác phẩm nghệ thuật ánh sáng khác được trưng bày.
Nhiều bảo tàng nghệ thuật nổi tiếng trên thế giới, như Bảo tàng Nghệ thuật Hiện đại San Francisco và Bảo tàng Nghệ thuật Hiện đại New York, thường xuyên tổ chức các triển lãm và cài đặt nghệ thuật ánh sáng tạm thời.

### Lễ hội ánh sáng
Lễ hội ánh sáng và cuộc cách mạng LED thành phố thông minh được thúc đẩy bởi các tác phẩm điêu khắc ánh sáng đô thị ngoài trời với đèn LED tiết kiệm năng lượng. Các nghệ sĩ ánh sáng có thể cùng nhau tạo ra các không gian triển lãm mới dưới dạng lễ hội nghệ thuật ánh sáng. Các lễ hội này tiếp tục phát triển trên toàn thế giới và giúp nâng cao nhận thức về biến đổi sinh thái. Phong trào LED tiết kiệm năng lượng này bắt đầu từ năm 2009 với Lễ hội Ánh sáng Thông minh Vivid ở Sydney. Tại Singapore, Lễ hội Ánh sáng Marina Bay i Light - lễ hội ánh sáng bền vững duy nhất ở châu Á - được tổ chức lần đầu tiên vào năm 2010. Có rất nhiều lễ hội nghệ thuật ánh sáng, đặc biệt là ở châu Âu, bao gồm Lễ hội Tín hiệu ở Prague và Lễ hội Ánh sáng Ghent. Lễ hội ánh sáng và đèn LED đã định nghĩa lại nghệ thuật ánh sáng như một thể loại nghệ thuật.

### Giải thưởng Nghệ thuật Ánh sáng
Giải thưởng Nghệ thuật Ánh sáng Thế giới, do Trung tâm Nghệ thuật Ánh sáng Quốc tế Unna và Quỹ RWE trao tặng, được trao cho các nghệ sĩ đang lên có thể "đóng góp vào sự phát triển của nghệ thuật ánh sáng theo cách sáng tạo và đổi mới" và đã tồn tại từ năm 2015.
Giải thưởng Nghệ thuật Ánh sáng Quốc tế (ILAA) được thành lập năm 2015 nhằm khuyến khích các nghệ sĩ khám phá nghệ thuật ánh sáng, một lĩnh vực tương đối mới với nhiều khó khăn, bao gồm các yêu cầu về tài chính và kỹ thuật. ILAA cũng nhấn mạnh tính bền vững và công nghệ mới trong nghệ thuật ánh sáng.
Hội Kỹ sư Chiếu sáng Úc và New Zealand (ANZIES) bắt đầu trao giải thưởng thường niên cho các nghệ sĩ ánh sáng tại Lễ hội Ánh sáng Vivid vào năm 2010. Lễ hội Ánh sáng Vivid cũng cấp trợ giúp các nghệ sĩ ánh sáng trong và ngoài nước theo đuổi lĩnh vực nghệ thuật này. Năm 2015, giải thưởng DARC, được hỗ trợ bởi Tạp chí Mondo Arc, bắt đầu chọn người chiến thắng cho giải thưởng nghệ thuật ánh sáng của họ. Hiệp hội Thiết kế Chiếu sáng Quốc tế (IALD), một tổ chức có trụ sở tại Bắc Mỹ, cũng trao giải thưởng thường niên cho nghệ thuật ánh sáng.